# Deggendorf (district)
Districtul Deggendorf  este un district rural (germană: Landkreis) din regiunea administrativă Bavaria Inferioară, landul Bavaria, Germania.

## Orașe și comune
| orașe 1. Deggendorf (31.260) 2. Osterhofen (12.084) 3. Plattling (12.589) comune (târg) 1. Hengersberg (7.634) 2. Metten (4.359) 3. Schöllnach (5.126) 4. Winzer (3.899) | comune 1. Aholming (2.363) 2. Auerbach (2.138) 3. Außernzell (1.438) 4. Bernried (4.915) 5. Buchhofen (980) 6. Grafling (2.785) 7. Grattersdorf (1.400) 8. Hunding (1.243) 9. Iggensbach (2.105) 10. Künzing (3.224) 11. Lalling (1.610) 12. Moos (2.170) 13. Niederalteich (1.905) 14. Oberpöring (1.157) 15. Offenberg (3.359) 16. Otzing (1.969) 17. Schaufling (1.462) 18. Stephansposching (3.039) 19. Wallerfing (1.380) |